# غلين ألباين (كارولاينا الشمالية)
غلين ألباين (بالإنجليزية: Glen Alpine, North Carolina)‏ هي بلدة أمريكية تقع في الولايات المتحدة في مقاطعة بورك، كارولاينا الشمالية. يقدر عدد سكانها بـ 1,517 نسمة ومساحتها 5.6 كم2 و وترتفع عن سطح البحر 366 متر.

## التركيبة السكانية
حدّد مكتب تعداد الولايات المتحدة بيانات التركيبة السكانية لغلين ألباين في تعداد الولايات المتحدة. في ما يلي، التركيبة السكانية حسب تعدادي 2000 و2010.

### تعداد عام 2000
بلغ عدد سكان غلين ألباين 1,090 نسمة بحسب تعداد عام 2000، وبلغ عدد الأسر 423 أسرة وعدد العائلات 308 عائلة مقيمة في البلدة. في حين سجلت الكثافة السكانية 196 نسمة لكل كيلومتر مربع (507.6/ميل2). وبلغ عدد الوحدات السكنية 443 وحدة بمتوسط كثافة قدره 79.7 لكل كيلومتر مربع (206.4/ميل2).
وتوزع التركيب العرقي للبلدة بنسبة 81.28% من البيض و3.85% من الأمريكيين الأفارقة و0.37% من الأمريكيين الأصليين و13.49% من الأمريكيين ذوي الأصول الآسيوية و0.64% من الأعراق الأخرى و0.37% من عرقين مختلطين أو أكثر و0.73% من الهسبانيون أو اللاتينيون من أي عرق.
بلغ عدد الأسر 423 أسرة كانت نسبة 32.6% منها لديها أطفال تحت سن الثامنة عشر تعيش معهم، وبلغت نسبة الأزواج القاطنين مع بعضهم البعض 58.6% من أصل المجموع الكلي للأسر، ونسبة 9.2% من الأسر كان لديها معيلات من الإناث دون وجود شريك،  بينما كانت نسبة 5% من الأسر لديها معيلون من الذكور دون وجود شريكة وكانت نسبة 27.2% من غير العائلات. تألفت نسبة 24.1% من أصل جميع الأسر من عدة أفراد يعيشون في نفس المنزل ونسبة 11.3% كانت تتألف من شخص يعيش بمفرده يبلغ من العمر 65 عاماً أو أكثر. وبلغ متوسط حجم الأسرة المعيشية 2.57، أما متوسط حجم العائلات فبلغ 3.05.
بلغ العمر الوسطي للسكان 38.8 عاماً. وكانت نسبة 25.4% من القاطنين تحت سن الثامنة عشر، وكانت نسبة 7.9% بين الثامنة عشر والرابعة والعشرين عاماً، ونسبة 23.9% كانت واقعةً في الفئة العمرية ما بين الخامسة والعشرين والرابعة والأربعين عاماً، ونسبة 27% كانت ما بين الخامسة والأربعين والرابعة والستين، ونسبة 15.6% كانت ضمن فئة الخامسة والستين عاماً فما فوق. يوجد لكل 100 أنثى 95.7 ذكر، ويوجد لكل 100 أنثى في الثامنة عشر من عمرها فما فوق 91.3 ذكر.
بلغ متوسط دخل الأسرة في البلدة 36,397 دولارًا، أما متوسط دخل العائلة فبلغ 44,167 دولارًا. وكان متوسط دخل الذكور 27,917 دولارًا مقابل 21,679 دولارًا للإناث. وسجل دخل الفرد الخاص بالبلدة 14,506 دولارًا. وكانت نسبة 4.3% من العائلات ونسبة 5.2% من السكان تحت خط الفقر، وكان من هؤلاء نسبة 5.8% تحت سن الثامنة عشر ونسبة 10.5% في الخامسة والستين من العمر وما فوق.

### تعداد عام 2010
بلغ عدد سكان غلين ألباين 1,517 نسمة بحسب تعداد عام 2010، وبلغ عدد الأسر 614 أسرة وعدد العائلات 435 عائلة مقيمة في البلدة. في حين سجلت الكثافة السكانية 272.8 نسمة لكل كيلومتر مربع (706.5/ميل2). وبلغ عدد الوحدات السكنية 678 وحدة بمتوسط كثافة قدره 121.9 لكل كيلومتر مربع (315.7/ميل2).
وتوزع التركيب العرقي للبلدة بنسبة 87.94% من البيض و3.23% من الأمريكيين الأفارقة و0.20% من الأمريكيين الأصليين و5.80% من الأمريكيين ذوي الأصول الآسيوية و0.79% من الأعراق الأخرى و2.04% من عرقين مختلطين أو أكثر و2.18% من الهسبانيون أو اللاتينيون من أي عرق.
بلغ عدد الأسر 614 أسرة كانت نسبة 34.2% منها لديها أطفال تحت سن الثامنة عشر تعيش معهم، وبلغت نسبة الأزواج القاطنين مع بعضهم البعض 55.9% من أصل المجموع الكلي للأسر، ونسبة 11.4% من الأسر كان لديها معيلات من الإناث دون وجود شريك،  بينما كانت نسبة 3.6% من الأسر لديها معيلون من الذكور دون وجود شريكة وكانت نسبة 29.2% من غير العائلات. تألفت نسبة 25.4% من أصل جميع الأسر من عدة أفراد يعيشون في نفس المنزل ونسبة 12.9% كانت تتألف من شخص يعيش بمفرده يبلغ من العمر 65 عاماً أو أكثر. وبلغ متوسط حجم الأسرة المعيشية 2.47، أما متوسط حجم العائلات فبلغ 2.94.
بلغ العمر الوسطي للسكان 39.6 عاماً. وكانت نسبة 22.8% من القاطنين تحت سن الثامنة عشر، وكانت نسبة 7.5% بين الثامنة عشر والرابعة والعشرين عاماً، ونسبة 27.3% كانت واقعةً في الفئة العمرية ما بين الخامسة والعشرين والرابعة والأربعين عاماً، ونسبة 25.6% كانت ما بين الخامسة والأربعين والرابعة والستين، ونسبة 16.8% كانت ضمن فئة الخامسة والستين عاماً فما فوق. وتوزع التركيب الجنسي للسكان بنسبة 48% ذكور و52% إناث.